# ارابه (فیلم ۲۰۲۲)
ارابه (به انگلیسی: The Chariot) یک فیلم سینمایی در حال ساخت آمریکایی کمدی و علمی تخیلی به کارگردانی آدام سیگال با بازی جان مالکوویچ، توماس مان، شین وست، اسکاوت تیلر-کامپتن و ورنون دئویی است.

## بازیگران
- جان مالکوویچ
- توماس مان
- شین وست
- اسکاوت تیلر-کامپتن
- ورنون دیویس
- کریس مولیناکس
- جوزف بائنا-شوارتزنگر

## تولید
در ۲۶ ژانویه ۲۰۲۱، فیلمبرداری در لیتل راک، آرکانزاس آغاز شد.